# Denys Finch Hatton

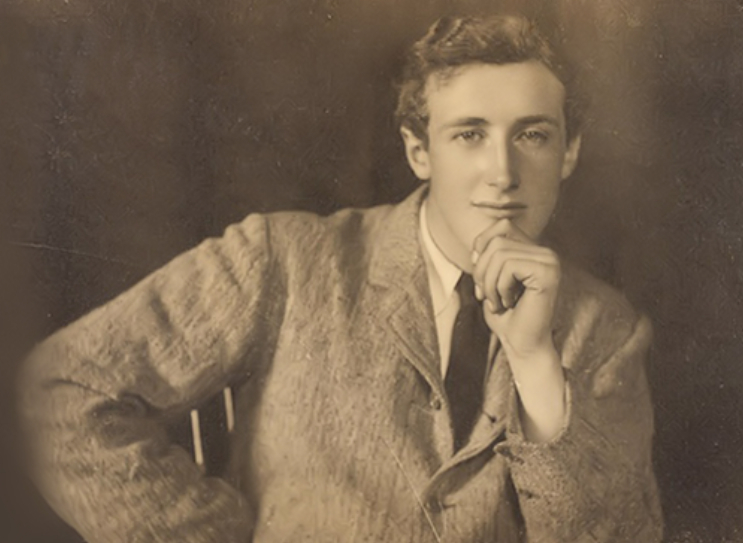
Denys Finch Hatton

Hon. Denys George Finch Hatton (* 24. April 1887 in London; † 14. Mai 1931 in Voi, Kenia) war ein englischer Großwildjäger in der damaligen Kronkolonie Britisch-Ostafrika (heute Kenia) und Liebhaber der dänischen Farmerin und Autorin Karen Blixen.

## Kindheit und Jugend
Finch Hatton (er bestand beharrlich auf der Schreibweise seines Nachnamens ohne Bindestrich) wurde als zweiter Sohn und drittes Kind des Henry Stormont Finch-Hatton, 13. Earl of Winchilsea, und seiner Ehefrau Anne Coddrington geboren. Der Vater hatte Gelder in australische Minen investiert, lebte einige Jahre lang in Australien, aber Denys wurde von seiner Mutter in Haverholme, dem Familiensitz in der Nähe des Dörfchens Ewerby in Lincolnshire erzogen. Er war Mutters erklärter Liebling.

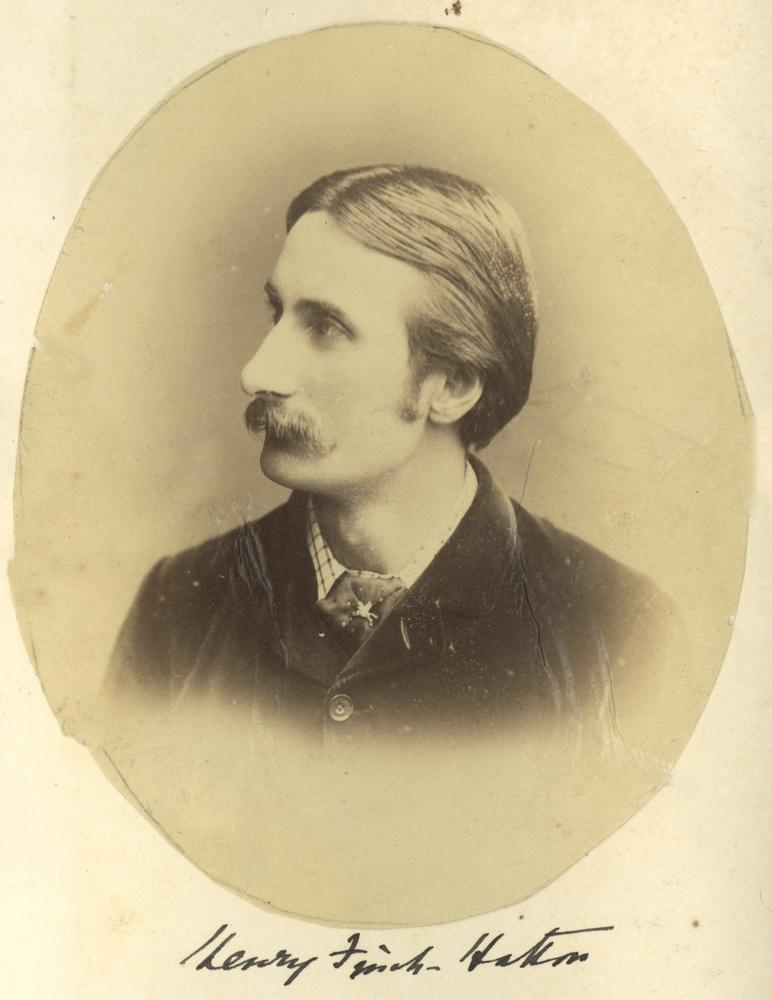
Sein Vater Henry Finch-Hatton (1852–1927)

Haverholme wurde 1926 an eine US-Amerikanerin verkauft, die das Gebäude Stein für Stein nach den USA translozieren wollte. Die Steine erreichten den Hafen von Liverpool, als die Käuferin bei einem Zugunglück ums Leben kam. Kein Stein kam in den USA an, stattdessen wurden sie für den Bau von weiteren Docks im Hafen verwendet. Heute sind nur noch ein Turm und eine verzierte Balustrade des ursprünglichen Gebäudes zu besichtigen.
Im Eton College in Eton war Denys ein beliebter Schüler, weniger jedoch im eigentlichen Unterricht als vielmehr in den kulturellen und sportlichen Aktivitäten der Schule. Er engagierte sich sportlich im Cricket, Golf und Fußball, wie auch im Gesang, Theater, Zeichnen und Geschichtenerzählen. Das Brasenose College in Oxford schloss er mit äußerst mäßigem Erfolg ab.

## Leben in Afrika
In seinem ganzen Leben spielte der große, rotblonde und gutaussehende Mann erfolgreich die Rolle des humorvoll-geistreichen Gesprächspartners. Mit 40 hatte er bereits eine Glatze, was aber die von vielen beschriebene „katzengleiche Eleganz der Bewegung des brillanten Charmeurs“ nicht störte.
1911 unternahm er mit Verwandten eine erste Reise nach Südafrika. Als ein Onkel starb und ihm Geld hinterließ, reiste er im selben Jahr nach Britisch-Ostafrika (British East Africa, B.E.A.) und kaufte sich in der Nähe von Eldoret eine Farm. Er selbst hat diese Farm aber nie bewirtschaftet, sondern überließ das einem Partner. Selbst betätigte er sich als Großwildjäger, der sein ganzes Leben zwischen Britisch-Ostafrika und England pendelte: Im Herbst und Winter lebte er in Afrika, im Frühjahr und Sommer in England. Frauen scheinen in seinem Leben rar gewesen zu sein, von Affären ist jedenfalls nichts bekannt.
In dieser Zeit entwarf er auch ein Haus. Es wurde gebaut und später von Karen Blixen als ihr erstes Haus „Mbagathi“ gekauft. In dem Gebäude ist heute eine Mama Ngina gehörende Milchfarm angesiedelt. In Jenseits von Afrika (Out of Africa), der Verfilmung von Karen Blixens Leben, wurde Mbagathi als ihr Farmhaus benutzt.
In der Zeit des Ersten Weltkrieges arbeitete Finch Hatton als Adjutant für einen General in Britisch-Ostafrika. Dann wurde er nach Ägypten versetzt, wo er plante, den Flugschein zu machen. Eine Fußverletzung verhinderte das Vorhaben. Aus dieser Zeit stammt auch die langjährige Freundschaft mit Kermit Roosevelt, dem Sohn des amerikanischen Präsidenten Teddy Roosevelt.
1920 verließ er Afrika für mehr als ein Jahr und verkaufte aus Geldnot seine Farm. 1922 kehrte er mit neuem Geld, das er in die Landentwicklungsgesellschaft Kiptiget Ltd. investierte, zurück.
1925 nahm Finch Hatton die professionelle Großwildsafari in ganz Ostafrika auf, um Geld zu verdienen. Unter seinen vielen berühmten Kunden war auch zweimal (1928 und 1930) der Prince of Wales. In Artikeln und Petitionen setzte er sich für eine geregelte Großwildjagd in Afrika ein.

## Liaison mit Karen Blixen

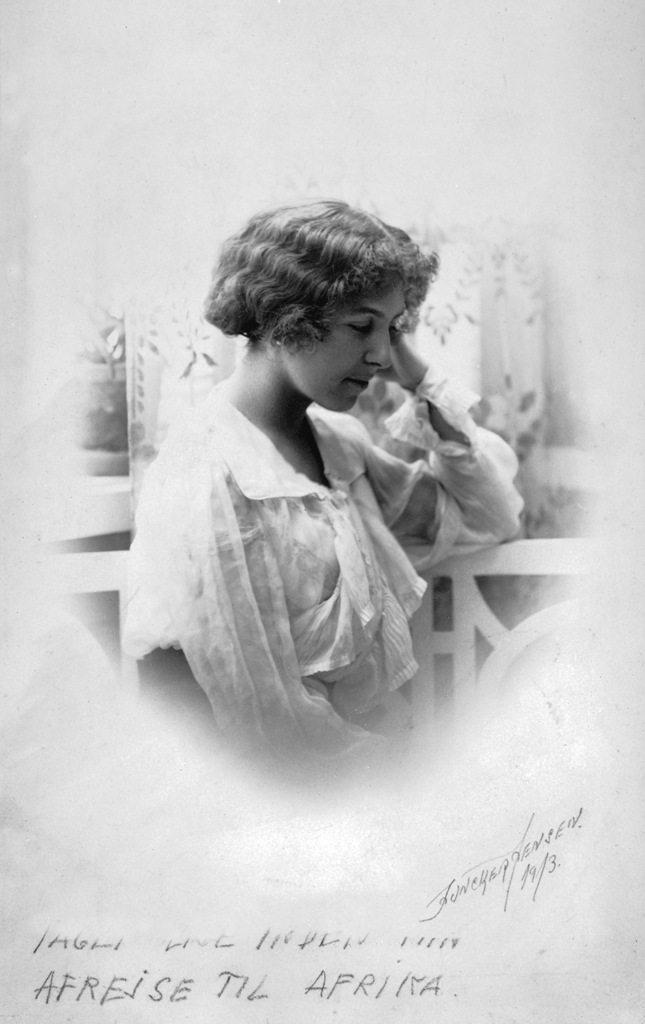
Karen Blixen, 1913

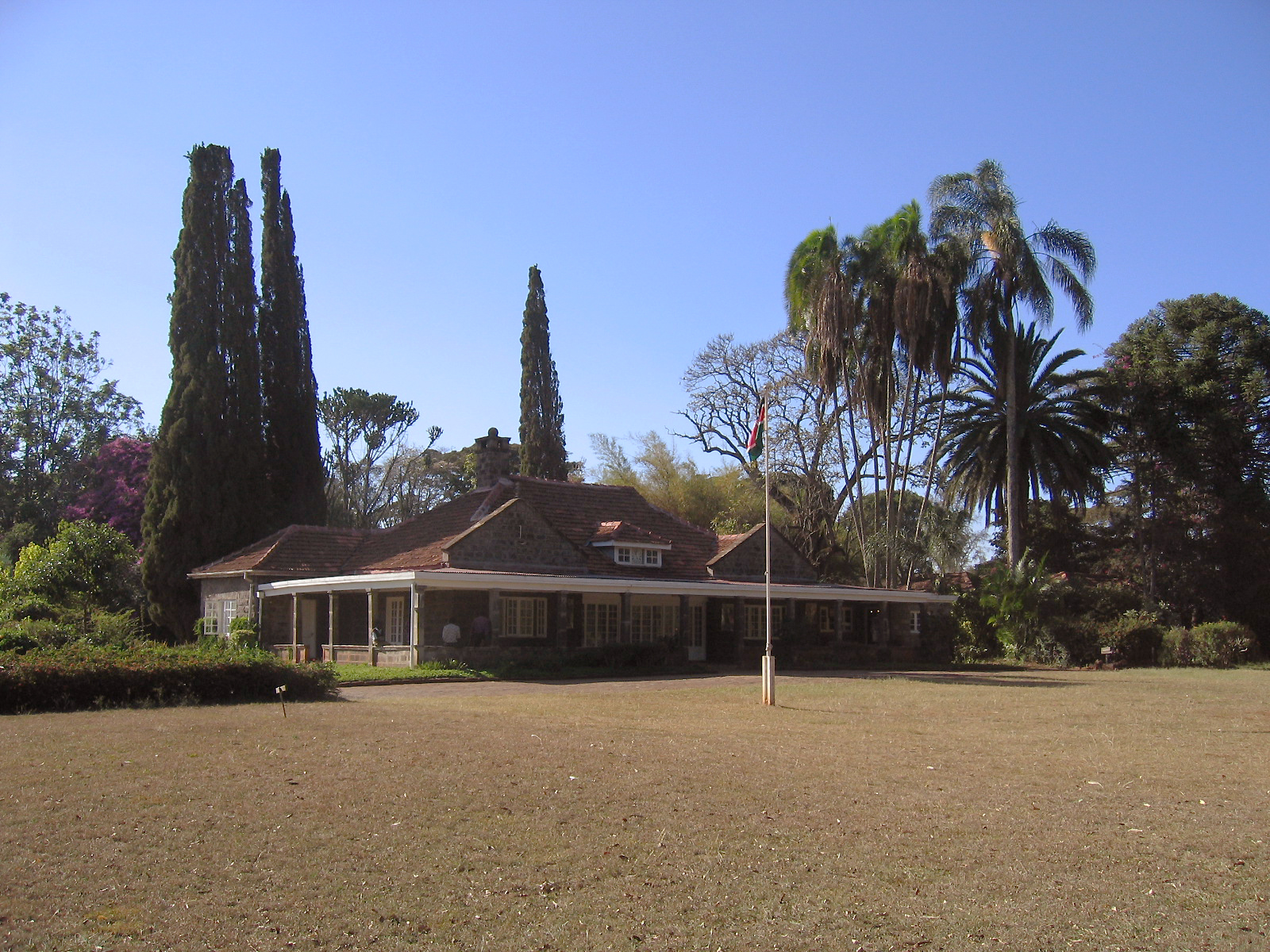
Wohnung Karen Blixens auf der Plantage (jetzt Museum)

Am 5. April 1918 lernten sich Finch Hatton und Karen Blixen im Muthaiga-Club in Nairobi kennen. Nach seiner Rückkehr aus England begann eine intensive Freundschaft mit ihr wie auch mit ihrem Ehemann, Baron Bror von Blixen-Finecke. Nachdem sich Karen Blixen von ihrem Ehemann getrennt hatte, entwickelte sich eine intensive Liebesbeziehung zwischen ihr und Finch Hatton. Sehr wahrscheinlich war Denys bisexuell, jedenfalls erwähnt Blixen das Thema Homosexualität vermehrt in ihren Briefen an ihre Familie. Erst als Finch Hattons langjähriger Freund Berkeley Cole an „Schwarzwasserfieber“ (Malaria) gestorben war, fand er mehr Zeit für sie. Er scheint keine ernsthaften Heiratsabsichten gehabt zu haben.
In dieser Zeit war er häufig auf Safari, d. h. auf Großwildjagd, u. a. auch mit Bror. Als Bror und Karen 1925 geschieden wurden, zog Finch Hatton, der ab 1922 in einem Cottage im Muthaiga-Club lebte (was damals für Farmer üblich war), bei ihr in Mbogani ein, dem heutigen Museum im Stadtteil Karen von Nairobi. 1923 und 1926 hatte Karen Fehlgeburten.

## Großwildjäger und Buschpilot

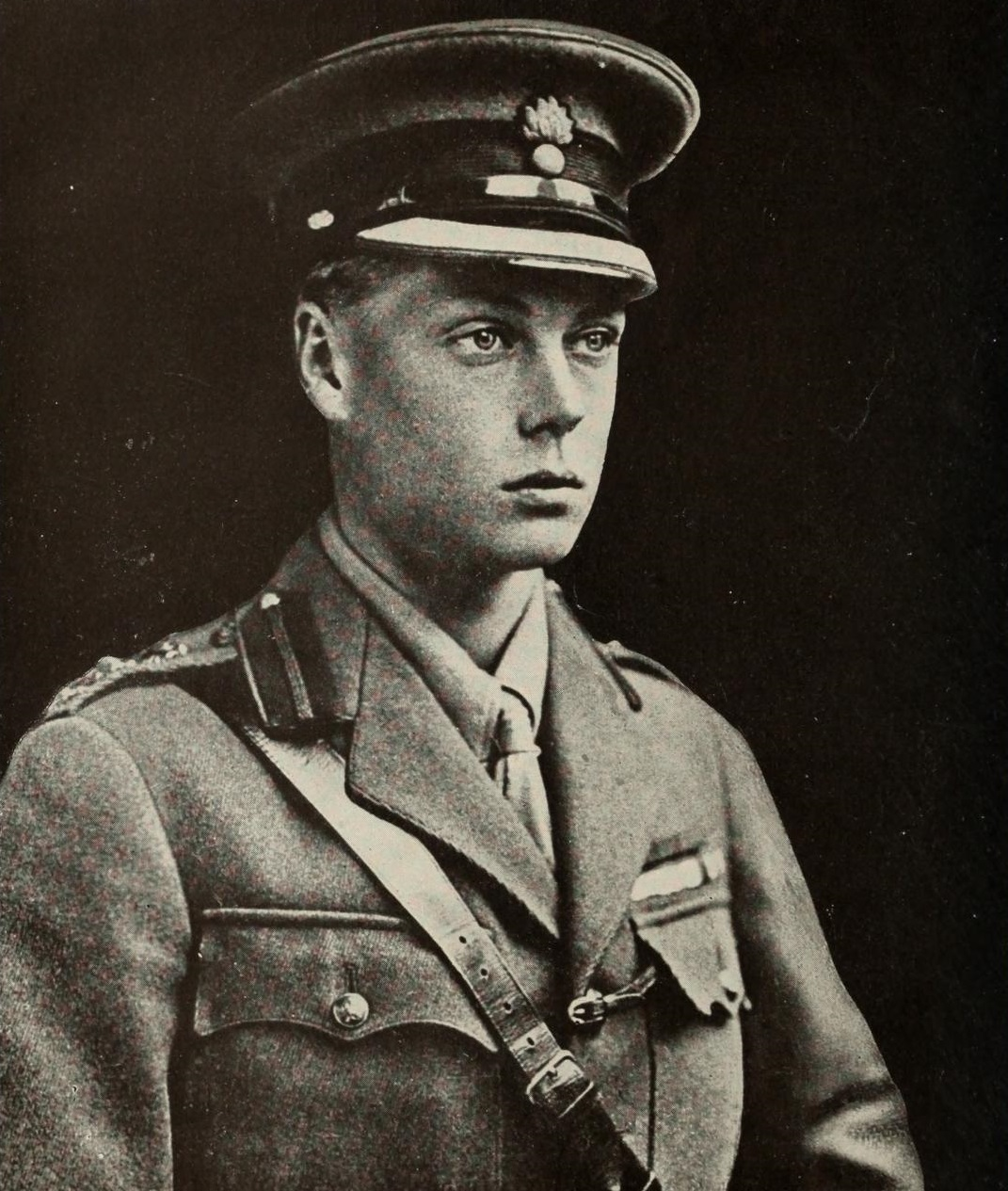
Edward, Prinz von Wales, 1919

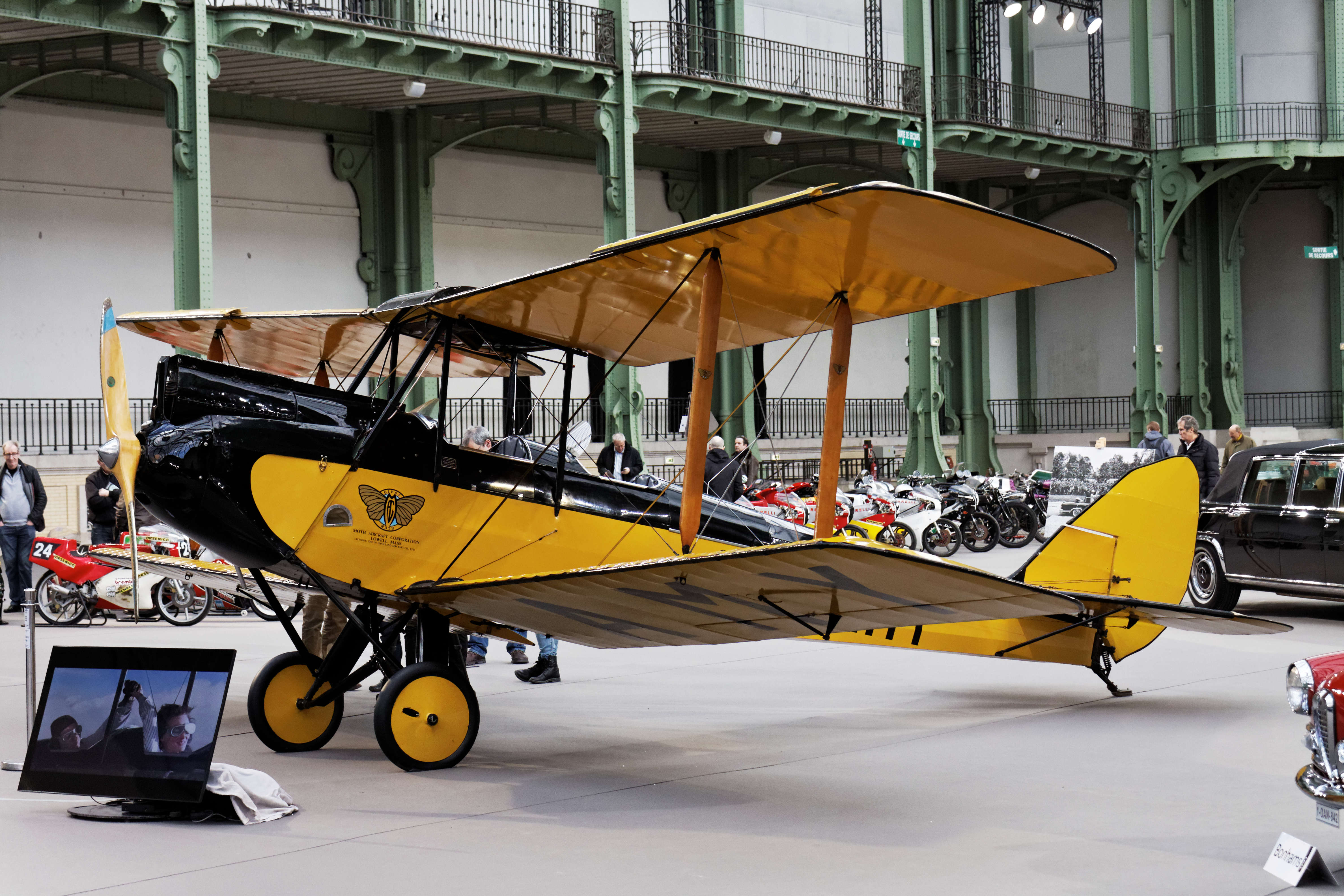
Die Gipsy Moth – im Film Out of Africa

1928 kam der Prince of Wales, der spätere König Eduard VIII., zum ersten Mal zur Großwildjagd nach Ostafrika. Finch Hatton leitete seine Safari. Im November hatte Blixen den Prinzen in ihrem Haus (Mbogani) zu Gast und lud auch Bror von Blixen-Finecke dazu ein, der zu der Zeit in Tanganjika lebte und den Prinzen auf der Safari als Jäger begleitete. Die Jagdgesellschaft traf sich am 17. November in Arusha (Tanganjika), wo ein Stadtfest zu Ehren des Prinzen stattfand.
1929 nahm Finch Hatton Flugstunden und kaufte im Sommer 1930 in England eine Gypsy Moth, ein damals weit verbreitetes kleines Flugzeug. Nachdem er bei einem Flug auf der Farm seines Bruders Toby die Baumwipfel gestreift hatte und das Flugzeug hatte reparieren müssen, verschiffte er es nach Britisch-Ostafrika. Hier flog er viel, nahm Karen Blixen und andere Freunde unter den Siedlern mit, unter ihnen auch die berühmte Flugpionierin Beryl Markham, mit der ihm eine weitere Liaison nachgesagt wird. Die Freundschaft zu Blixen war durch ihre unterschiedlichen Lebensentwürfe zunehmend belastet, und eine endgültige Trennung war in Sichtweite.
Im Mai 1931 flog er in sein Ferienhaus an der Küste von Mombasa, wo er auch schon mit Blixen gewesen war. Auf dem Rückflug landete er in Voi, heute ein wichtiger Haltepunkt auf der Verbindungsstrecke Nairobi – Mombasa und im Tsavo National Park gelegen. Gemeinsam mit seinem Somali-Helfer Hamisi suchte er Elefanten aus der Luft. Am 14. Mai 1931 startete er mit Hamisi erneut zu einem Erkundungsflug, der sein letzter wurde. Der Motor versagte, beide kamen beim Absturz ums Leben. Finch Hatton starb im Alter von 44 Jahren.
Finch Hattons Leichnam wurde trotz ihrer Entfremdung Karen Blixen übergeben. Sie beerdigte ihn im Kreise seiner Freunde seinem Wunsch entsprechend in den Ngong-Bergen, wohin sie von ihrem Farmhaus aus blicken konnte.
Die Grabstätte von Denys Finch Hatton befindet sich auf den Ngong Hügeln nahe Nairobi (GPS-Koordinaten: -1.413419, 36.662500).

## Erinnerungen an Finch Hatton

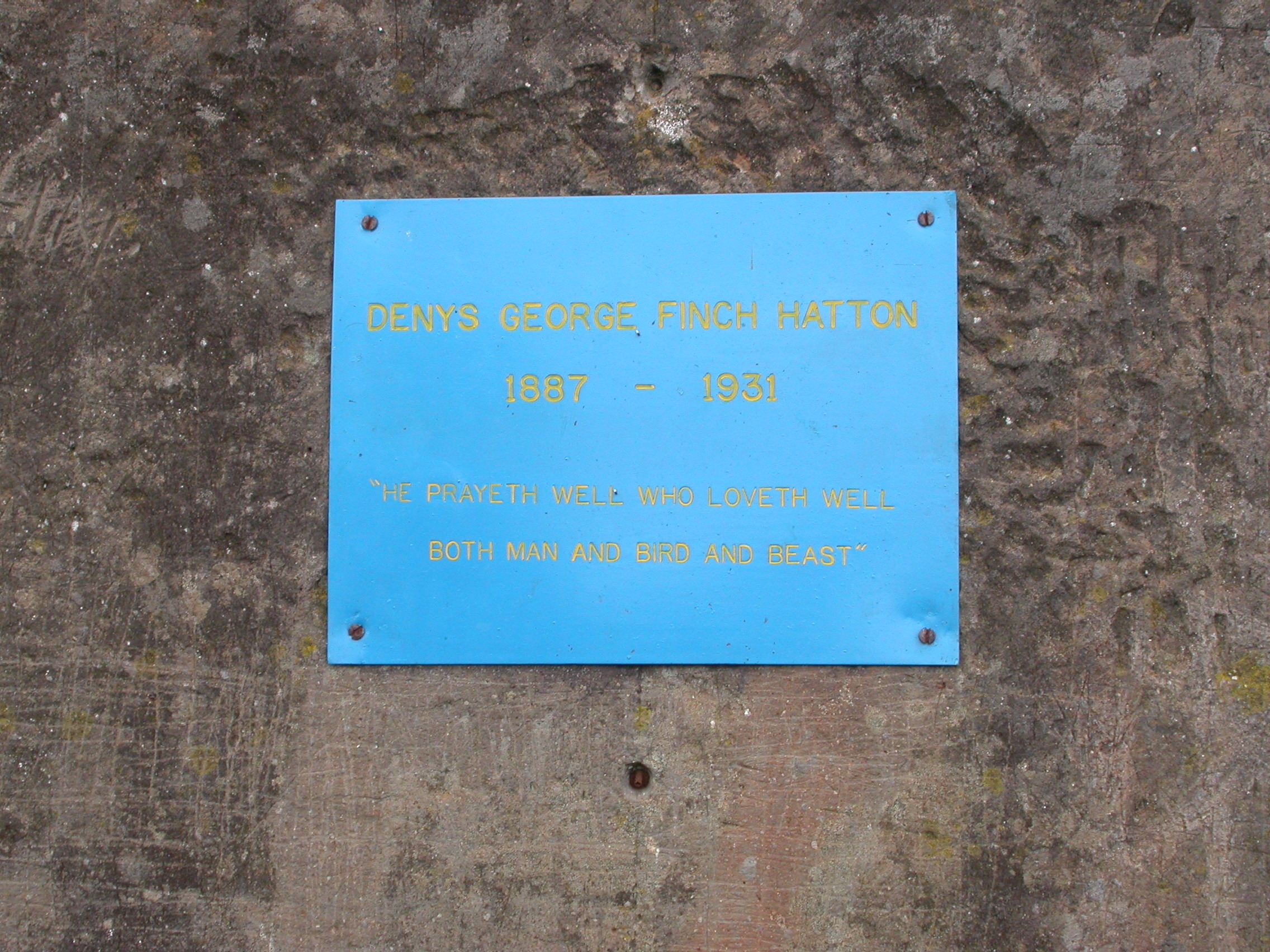
Die Gedenkplatte auf dem Grab

- Heute kann man das Grab von Denys Finch Hatton in den Ngong-Bergen besuchen. Der Obelisk, den Denys Bruder Toby errichten ließ, trägt eine (erneuerte) Bronzeplatte mit einer Sequenz aus einem Lieblingsgedicht von Denys, “The Rime of the Ancient Mariner”, von Samuel Taylor Coleridge (1772–1834): "He prayeth well, who loveth well / Both man and bird and beast".
- Im heutigen Museum von Rungstedlund, Dänemark, dem ehemaligen Wohnhaus von Karen Blixen, stehen im grünen Zimmer der Lieblingsstuhl von Denys Finch Hatton aus dunklem Korbgeflecht und das RCA Victor Grammophon, das Denys in den zwanziger Jahren Karen Blixen geschenkt hatte. Sie liebten es, darauf Mozart zu hören.
- Im Karen-Blixen-Museum in Nairobi, dem früheren Farmhaus „Mbogani“ von Karen Blixen, finden sich ebenfalls noch Möbel, die Denys angefertigt hatte, so die Bücherregale und der Gewehrständer. Auch die Laterne, die Karen immer raushängte, um Denys anzukündigen, dass sie daheim sei, ist hier zu sehen. Das Grammophon ist nachgebaut.
- In der Kirche von Ewerby hat Denys Bruder Guy diese Tafel anbringen lassen: "Erected by his brother in proud and ever loving memory of Denys George Finch Hatton, 2nd son of the 13th Earl of Winchilsea and Nottingham, born 24th April 1887, killed flying in Kenya, 14th May 1931."
- Ein Luxus-Safari-Camp im Tsavo West, nicht weit von der Absturzstelle, trägt heute seinen Namen.
- Im Film Jenseits von Afrika (Out of Africa) wurde er von Robert Redford porträtiert.
- Die deutsche Modemarke "Fynch-Hatton", mit einer Schirmakazie als Logo, aus Mönchengladbach wurde 1998 von Roger Brandts gegründet und ist ihm gewidmet.